# Unterseeboot 532
L'Unterseeboot 532 (ou U-532) était un sous-marin allemand utilisé par la Kriegsmarine pendant la Seconde Guerre mondiale

## Historique
Après avoir reçu sa formation de base à Stettin jusqu'au 31 mars 1943, il rejoint son unité de combat : la 2. Unterseebootsflottille à la base sous-marine de Lorient. Devant l'avancée des forces alliées en France, et pour éviter la capture, il est transféré dans la 33. Unterseebootsflottille à Flensbourg.
Le 28 avril 1943, après son attaque contre le convoi ON(S), l'U-532 subit des dommages par son escorte pendant une chasse de plus de quinze heures. Puis, le 17 mai 1944, alors qu'il navigue dans le détroit de Malacca dans l'océan Indien, il est attaqué par un sous-marin britannique qui lui lance 6 torpilles sans succès.
À la reddition de l'Allemagne, il dépose les armes à Liverpool le 10 mai 1945 puis est transféré par les forces alliées à Loch Ryan en Écosse pour être sabordé le 9 décembre 1945 lors de l'opération alliée de destruction massive d'U-Boote (Deadlight). Il repose au fond de la mer au large de l'Irlande à la position de 56° 08′ N, 10° 07′ O.

## Affectations successives
- 4. Unterseebootsflottille du 11 novembre 1942 au 31 mars 1943
- 2. Unterseebootsflottille du 1er avril 1943 au 30 septembre 1944
- 33. Unterseebootsflottille du 1er octobre 1944 au 8 mai 1945

## Commandement
- Kapitänleutnant, puis Fregattenkapitän Otto Heinrich Junker du 11 novembre 1942 au 10 mai 1945

## Navires coulés
L'U-532 a coulé 8 navires marchands pour un total de 46 895 tonneaux et endommagé 2 navires marchands pour un total de 13 128 tonneaux au cours des 4 patrouilles qu'il effectua.
| Date              | Nom             | Nationalité | Tonnage (GRT) | État      |
| ----------------- | --------------- | ----------- | ------------- | --------- |
| 19 septembre 1943 | Fort Longueuil  | Royaume-Uni | 7 128         | Coulé     |
| 29 septembre 1943 | Banffshire      | Royaume-Uni | 6 749         | Coulé     |
| 1er octobre 1943  | Tashina         | Royaume-Uni | 7 267         | Coulé     |
| 11 octobre 1943   | Jalabla         | Inde        | 3 610         | Coulé     |
| 20 octobre 1943   | British Purpose | Royaume-Uni | 5 845         | Endommagé |
| 11 janvier 1944   | Triona          | Royaume-Uni | 7 283         | Endommagé |
| 26 janvier 1944   | Walter Camp     | USA         | 7 176         | Coulé     |
| 27 mars 1944      | Tulagi          | Royaume-Uni | 2 281         | Coulé     |
| 10 mars 1945      | Baron Jedburgh  | Royaume-Uni | 3 656         | Coulé     |
| 28 mars 1944      | Oklahoma        | USA         | 9 298         | Coulé     |